# Stundenbruder
Stundenbruder bezeichnet eine Person, die mit einem in die „Stund“ ging, also in die „Bibelstunde“ speziell der württembergischen, schwäbischen Pietisten.
In dieser Außenseiterrolle entstanden oft lebenslange enge Freundschaften und soziale Netzwerke.
Das Pfälzische Wörterbuch definiert Stundenbrüder als „strenggläubiger Betbruder; wer Betstunden besucht oder abhält“. Im Deutschen Wörterbuch wird Wilhelm Schäfer mit „bald waren der stundenbrüder so viel, dasz die kirchen leer standen“ zitiert.